# Anne Pochert
Anne Pochert (* 4. Februar 1986 in Dresden) ist eine ehemalige deutsche Fußballspielerin und heutige -trainerin.

## Karriere

### Spielerin
Pochert wechselte vor Beginn der Saison 2004/05 vom 1. FFC Fortuna Dresden-Rähnitz zum damaligen Zweitligisten FF USV Jena, mit dem sie in der Spielzeit 2007/08, ohne eigenen Einsatz, in die Frauen-Bundesliga aufstieg. In der darauffolgenden Saison kam sie am 2. November 2008 bei einem Auswärtsspiel beim SC Freiburg zu ihrem einzigen Einsatz in der höchsten deutschen Spielklasse und wechselte zur folgenden Saison zur zweiten Mannschaft Jenas, mit der sie 2011 ebenfalls in die zweite Bundesliga aufstieg. Nach dem Saisonende 2013/14 beendete sie ihre aktive Karriere.

### Trainerin
Pochert arbeitete ab ihrem Karriereende 2014 bis 2020 als Trainerin der U-17-Mädchenmannschaft des FF USV Jena in der B-Juniorinnen-Bundesliga. Zum 1. Juli 2020 übernahm sie das Frauen-Team des FC Carl Zeiss Jena. Die Mannschaft stieg in diese Saison in die Bundesliga auf, eine Saison später jedoch wieder ab. Woraufhin Pochert eine Vertragsverlängerung ablehnte und Jena nach 18-jähriger Vereinszugehörigkeit (16 Jahre FF USV Jena & 2 Jahres FC Carl Zeiss Jena) verließ. Am 9. Mai 2022 unterschrieb Pochert beim Grasshopper Club Zürich, wo sie auf Landsfrau Theresa Merk folgte. Die erste Saison verlief erfolgreich: Das Team beendete die Qualifikation auf dem 3. Rang und erreichte in den Play-offs das Halbfinale. Die zweite Spielzeit lief weniger gut an: Nach einem schwachen Saisonstart beendeten Pochert und der Grasshopper Club am 18. Oktober 2023 die Zusammenarbeit.